# Bene (singolo)
Bene è un singolo del rapper italiano Gemitaiz, il primo estratto dal secondo album in studio Nonostante tutto e pubblicato il 1º luglio 2015.

## Video musicale
Il videoclip, diretto da Fabrizio Conte, è stato pubblicato in concomitanza con il lancio del singolo attraverso il canale YouTube del rapper.

## Tracce
1. Bene – 3:57